# Атьман, Павел Николаевич
Павел Николаевич Атьман (род. 25 мая 1987 года в Волгограде, СССР) — российский гандболист, разыгрывающий. Мастер спорта.

## Карьера
Воспитанник волгоградского гандбола. Выступал за местный «Каустик». В 2010 году перешёл в минское «Динамо». В 2013 году пробовался в  «Чеховских медведях», но оказался в Македонии в составе «Металлурга» из Скопье. С июля 2015 года выступал за БГК им. Мешкова. Один из лучших легионеров в истории брестского клуба по версии Parimatch. В 2017 - 2019 гг. выступал за «Ганновер-Бургдорф». В 2019 году выступал за македонский «Вардар».
В феврале 2020 года разорвал контракт с македонским клубом и перешёл в московский «Спартак» (позже клуб был переименован в ЦСКА), подписав контракт на 1,5 года.
«Павел — уникальный игрок. По мере того как я его узнавал, все больше удивлялся тем качествам, которые у него есть. Он боец, игрок дисциплинированный, с ясной головой, лидер на площадке и за ее пределами, трудяга в хорошем смысле — да что ни возьми, все качества очень ровно развиты. Могу вам сказать прямо: это лучший гандболист, которого я тренировал в своей жизни, и пусть на меня не обижаются мои бывшие звездные подопечные из Европы. Сейчас Паша начал играть в свой лучший гандбол, и, надеюсь, мы сможем многого достичь вместе.» — Велимир Петкович о Павле Атьмане 
Травма позволила сыграть Атьману за это время за ЦСКА только 38 матчей, в которых он забросил 83 мяча. В составе ЦСКА плеймейкер дважды был вице-чемпионом России.

## Достижения
- Чемпион Белоруссии — 2011, 2012, 2013, 2016
- Обладатель Кубка Белоруссии — 2013, 2016
- Чемпион России — 2013
- Чемпион Македонии — 2014
- Чемпион Израиля — 2023

## Статистика
Статистика Павела Атьмана в сезоне 2018/19 указана на 30.1.2019
| Сезон   | Клуб              | Лига       | Матчи | Голы   | Голы   | Голы  |
| Сезон   | Клуб              | Лига       | Матчи | С игры | 7-метр | Всего |
| ------- | ----------------- | ---------- | ----- | ------ | ------ | ----- |
| 2017-18 | Ганновер-Бургдорф | Бундеслига | 9     | 10     | 0      | 10    |
| 2018-19 | Ганновер-Бургдорф | Бундеслига | 6     | 8      | 0      | 8     |